# بیمارستان اور گلوبال
بیمارستان اور گلوبال (به انگلیسی: Aware Global Hospital) بیمارستانی در شهر حیدرآباد (هند) هند است.